# Evelin Speth
Evelin Speth (ungarisch: Speth Evelin; * 26. November 1998 in Szeged) ist eine ungarische Handball- und Beachhandballspielerin.
Speth studiert Sport- und Regenerationswissenschaften an der Universität der Wissenschaften Szeged. Sie spielt Handball, seit sie acht Jahre alt war.

## Hallenhandball
Ab 2013/14 spielte Speth für Magyar Kézilabda Utánpótlásért Alapítvány, eine Nachwuchsmannschaft des ungarischen Verbandes innerhalb des Spielbetriebes der dritten und zweiten ungarischen Liga. 2017 wechselte sie zum Zweitligisten Szeged NKE, 2020 zum Zweitligisten Vasas SC. 2017/18 hatte sie auch ein Zweitspielrecht bei Fiatal Kézilabdások SE. Bis zum Ende der Saison 2019/20 hatte sie mehr als 100 Zweitligaspiele in Ungarn bestritten.

## Beachhandball
Speth begann vergleichsweise spät mit dem Beachhandball. Sie durchlief weder eine der erfolgreichen Jugend-/Juniorinnen-Nationalmannschaften Ungarns, noch spielte sie unter dem langjährigen Mastermind des Sports, János Gróz, bei Multichem Szentendrei NKE.

### Nationalmannschaft

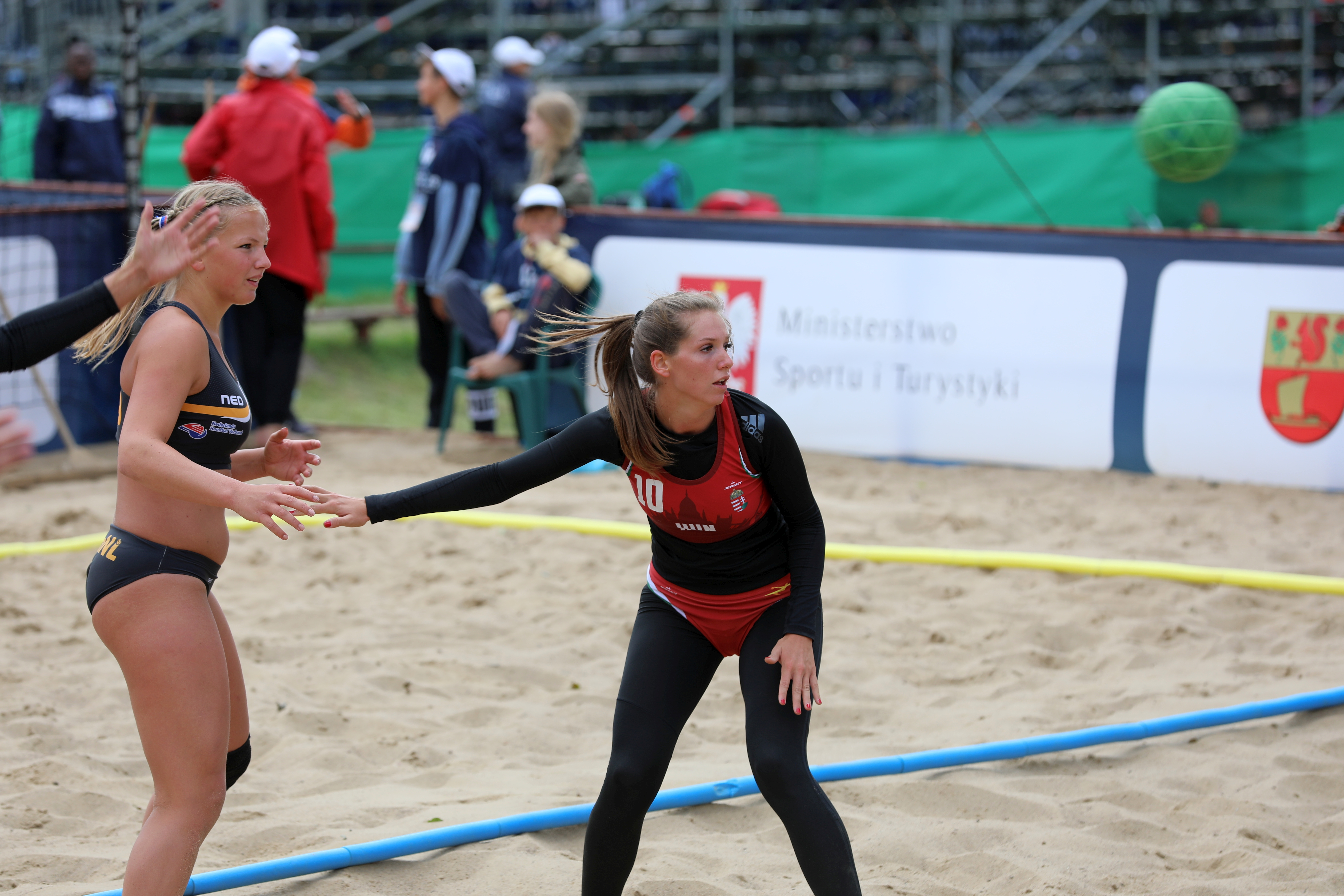
Speth (Mitte) verteidigt im Hauptrundenspiel der Europameisterschaften gegen die Niederländerin Manon Zijlmans (links)

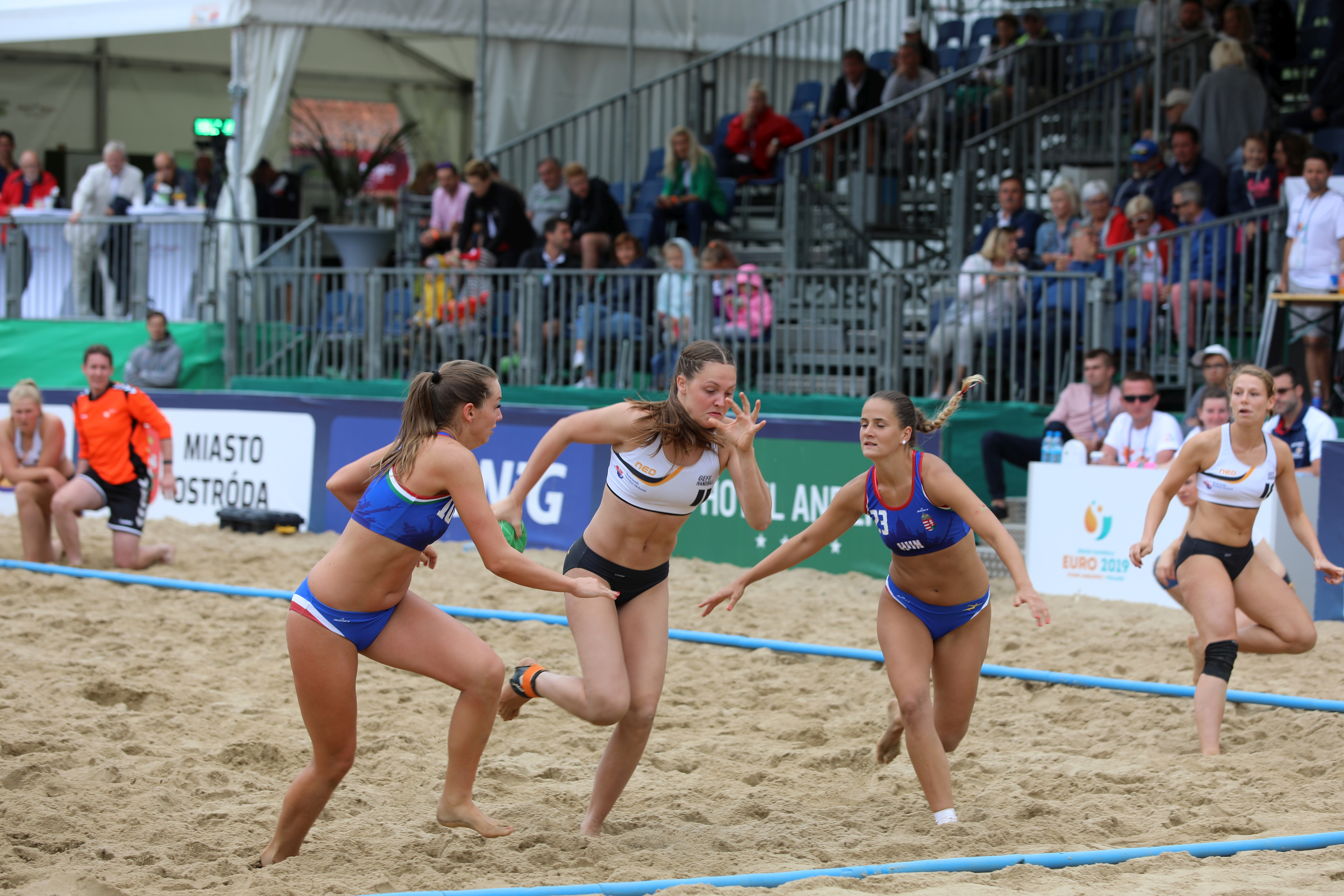
Speth (links) und Fanni Friebes (rechts) verteidigen gegen die angreifende Niederländerin Marit van Ede im Halbfinale der EM

Die Nationalmannschaftskarriere Speths begann mit der Berufung in den Kader der Europameisterschaften 2019 in Stare Jabłonki, Polen. Zu den weiteren Debütantinnen zählte ihre Vereinskameradin Luca Vajda, die eine ähnliche Entwicklung gegangen war, sowie die Bronzemedaillengewinnerinnen der Olympischen Jugend-Sommerspiele des Vorjahres in Buenos Aires, Gréta Hadfi, Réka Király und Gabriella Landi. Speth bildete mit der erfahrenen Mannschaftsführerin Emese Tóth und einer dritten, wechselnden Spielerin die Standardverteidigung. Gegen Polen, Frankreich, Portugal und Zypern konnten alle Spiele der Vorrunde gewonnen werden. Gegen Frankreich wurde Speth geschont und kam nicht zum Einsatz. Weitaus weniger gut verliefen die Spiele der Hauptrunde. Alle drei Spiele gegen Kroatien, die Niederlande und Norwegen gingen verloren. Gegen Kroatien kam sie erneut nicht zum Einsatz. Als Viertplatzierte der Hauptrunde konnte sich Ungarn gerade so in das Viertelfinale retten. Dort wurde Spanien im Shootout besiegt. Im Halbfinale gelang die Revanche gegen die Niederlande und Ungarn zog in das Finale gegen Dänemark ein. Dort wurde der erste Satz klar verloren. Im zweiten Durchgang hingegen war das Spiel sehr ausgeglichen. Sekunden vor Schluss gelang Rebeka Benzsay der Ausgleich für Ungarn. Während sich schon fast alle auf eine Fortsetzung des Durchgangs und ein Golden Goal eingestellt hatten, gelang Dänemark durch Ann Cecilie Møller mit einem letzten Angriff in der Schlusssekunde der Siegtreffer. Speth kam in acht der zehn Spiele zum Einsatz und erzielte als reine Defensivspielerin im gesamten Turnierverlauf als einzige ungarische Spielerinnen einschließlich beider Torhüterinnen nicht einen einzigen Punkt. Daneben agierte sie überaus fair und erhielt nicht eine Zeitstrafe wegen eines Fouls.
Es folgten die World Beach Games 2019 in ar-Rayyan, Katar, für die sich Ungarn mit dem guten Abschneiden bei den Europameisterschaften qualifizieren konnte. In der Vorrunde verlor Speth mit der ungarischen Mannschaft gegen Brasilien, Argentinien und Dänemark, schlagen konnte sie die USA und Tunesien. Im Viertelfinale schlug Ungarn den Sieger der weiten Vorrundengruppe und amtierenden Weltmeister Griechenland in zwei engen Sätzen. Im Halbfinale traf Ungarn auf die Überraschungsmannschaft des Turniers aus Vietnam, die zuvor gegen die amtierenden Sieger der Südamerikanischen Beachgames aus Argentinien gewinnen konnte. Vietnam verlor deutlich. Im Finale traf Ungarn einmal mehr auf Dänemark, das dieses Mal in zwei sehr knappen Durchgängen das Turnier für sich entscheiden konnte.

### Vereinsebene
Seit 2020 spielt Speth für den ungarischen Spitzen-Beachhandball-Verein OVB Beach Girls. Mit der Mannschaft gewann sie 2020 den ungarischen Pokal.

## Erfolge

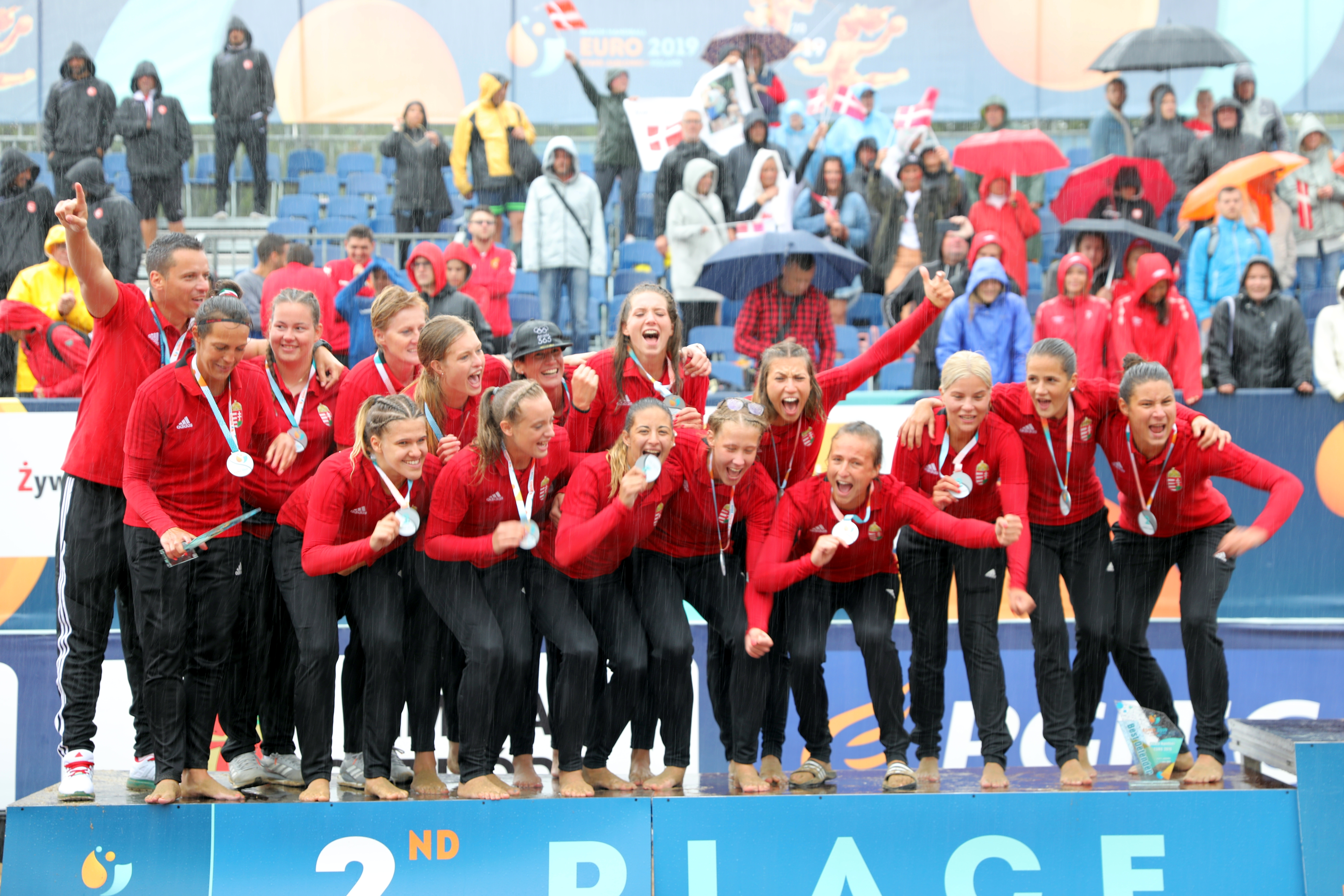
Die ungarischen Mannschaft bei der Siegerehrung der Europameisterschaften 2019

| World-Beach-Games - 2019 Beachhandball-Europameisterschaften - 2019 | Ungarischer Beachhandball-Pokal - 2020 |

## Einzelbelege
1. ↑  European Handball Federation - 2019 Women's ECh Beach Handball / Final Tournament. Abgerufen am 18. November 2020 (englisch).

| Personendaten    | Personendaten                                   |
| ---------------- | ----------------------------------------------- |
| NAME             | Speth, Evelin                                   |
| KURZBESCHREIBUNG | ungarische Handball- und Beachhandballspielerin |
| GEBURTSDATUM     | 26. November 1998                               |
| GEBURTSORT       | Szeged                                          |